# كيم مين-جون
كيم مين-جون (الكورية: 김민준) هو لاعب كرة قدم كوري جنوبي في مركزي الوسط والدفاع، ولد في 22 مارس 1994 في كوريا الجنوبية. لعب مع نادي بوسان أي بارك.

## وصلات خارجية
- كيم مين-جون على موقع دوري كوريا الجنوبية (الإنجليزية)
- كيم مين-جون على موقع قاعدة بيانات كرة القدم.إي يو (الإنجليزية)
- كيم مين-جون على موقع Soccerway.com (الإنجليزية)
- كيم مين-جون على موقع Soccerway.com (الإنجليزية)